# Le Roman d'un jeune homme pauvre (film, 1935)
Pour les articles homonymes, voir Le Roman d'un jeune homme pauvre (homonymie).
Pour plus de détails, voir Fiche technique et Distribution.
Le Roman d'un jeune homme pauvre est un film français d'Abel Gance sorti en 1935, d'après le roman d'Octave Feuillet.

## Synopsis
Un jeune marquis, à la suite de sa ruine, s'embauche comme régisseur sous un faux nom chez un propriétaire terrien. La fille de ce dernier et le marquis vont tomber amoureux…

## Fiche technique
- Réalisateur : Abel Gance
- Scénariste : Claude Vermorel, Abel Gance d’après le roman éponyme d'Octave Feuillet
- Dialoguiste : André Mouëzy-Éon, Claude Vermorel
- Décors : Robert Gys
- Photographie : Roger Hubert
- Son : Marcel Courmes
- Montage : Marguerite Beaugé, Madeleine Crétolle
- Musique : Charles Cuvillier
- Production : Maurice Lehmann
- Société de production	: Les Productions Maurice Lehmann
- Société de distributeur : Les Distributeurs Français
- Pays :  France
- Format : Noir et blanc - Son mono - 1,37:1
- Genre : Drame
- Durée : 90 minutes
- date de sortie : 
  - France : 21 février 1935

## Distribution
- Marie Bell : Marguerite
- Pierre Fresnay : Maxime Hauterive de Champcey
- André Baugé : le berger
- Pauline Carton : Mlle Aubry, la parente pauvre
- Marcel Delaître : M. Laroque
- Madame Désir : la concierge
- Gaston Dubosc : Le vieux domestique, Alain
- Saturnin Fabre : Bévallan
- Jean Fleur : Florimond
- Suzanne Laydeker : Mlle Helouin
- Marthe Mellot : Mlle De Porhoët
- Marcelle Praince : Mme Laroque
- Robert Bossis
- Josyane Lane : une amie
- André Marnay : le notaire
- Made Siamé : la directrice